# Code (album)
Code is het dertiende Nederlandstalige album van de Nederlandse popgroep The Scene, uitgebracht in 2012. De cd werd opgenomen in Studio MusicMatrix, MuzyQ Amsterdam en Toots Studio VRT Brussel. Van de cd werden de twee nummers Overal en Echt op single uitgebracht.

## Nummers
| 1.                 | Echt                          | Thé Lau                     | 3:56 |
| 2.                 | Overal                        | Thé Lau                     | 3:34 |
| 3.                 | Water en vuur (W & V)         | Thé Lau                     | 3:36 |
| 4.                 | Hel                           | Thé Lau                     | 3:50 |
| 5.                 | Code                          | Thé Lau                     | 3:34 |
| 6.                 | Stip (met Lange Frans)        | Thé Lau, Frans Frederiks    | 3:49 |
| 7.                 | Drink                         | Thé Lau                     | 3:57 |
| 8.                 | Dier                          | Thé Lau                     | 3:39 |
| 9.                 | En dan                        | Otto Cooymans, Thé Lau      | 2:33 |
| 10.                | Mooi (met Stef Kamil Carlens) | Stef Kamil Carlens, Thé Lau | 3:50 |
| 11.                | Waar mensen wonen (WMW)       | Thé Lau                     | 3:54 |
| Totale duur: 40:12 |                               |                             |      |

## Muzikanten
De credits op de oorspronkelijke cd vermeldden:
- Jan-Peter Bast – keyboard
- Emilie Blom van Assendelft - basgitaar, zang
- Jeroen Booij - percussie
- Dante Boon - keyboard
- Otto Cooymans - keyboard, zang
- Frans Frederiks – rap
- Thé Lau - zang, gitaar en keyboard
- Alan McLachlan - gitaar, mandoline, zang
- Emile den Tex - zang